# Dawson (cràter)

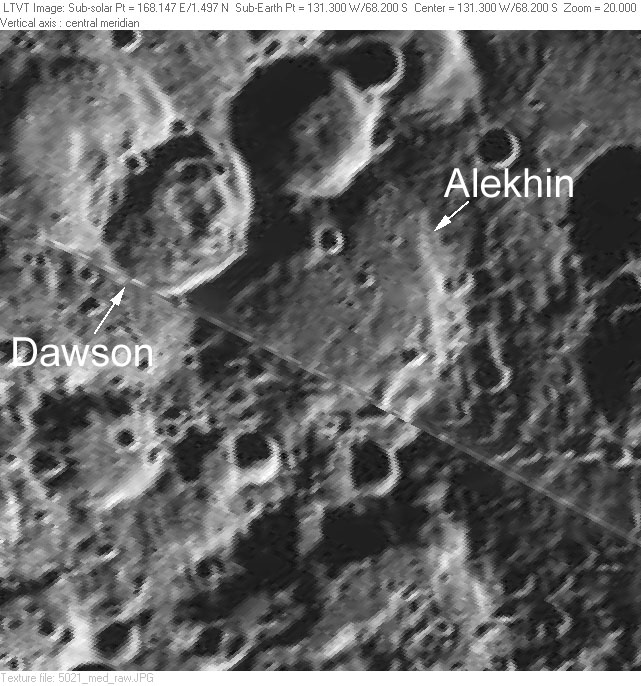
Vista de la missió Lunar Orbiter 5.

Dawson és un cràter d'impacte situat a l'hemisferi sud de la cara oculta de la Lluna. Jeu sobre un triplet de cràters: la paret al sud-est envaeix al cràter Alekhin, la paret al nord-oest també envaeix al major cràter satèl·lit Dawson V i la paret al nord-est està en contacte amb el cràter de grandària similar Dawson D. Al sud d'aquesta formació està el cràter de major grandària Zeeman. A l'oest de Dawson està el cràter Crommelin i al nord jeu Fizeau.

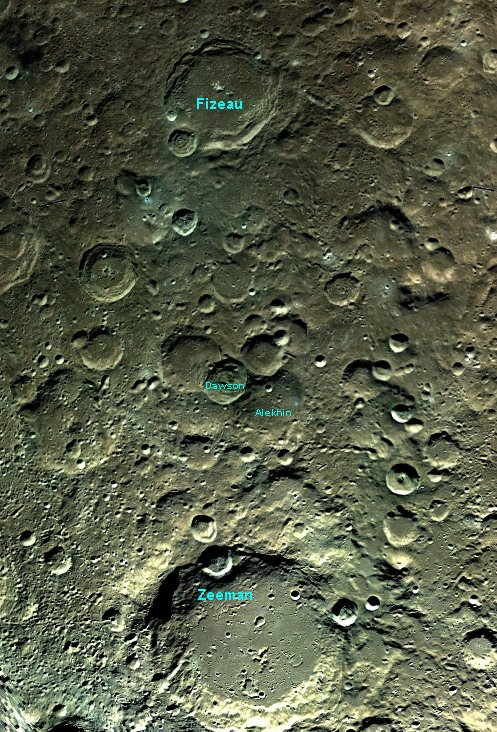
Localització de Dawson. Captura de pantalla del programari de World Wind 1.4

Dawson és una formació relativament jove que està enmig d'una zona d'antics i molt erosionats cràters. La cornisa exterior és gairebé circular, lleument distorsionada pels cràters que superposa. La cornisa oest està lleument aplanada on se superposa amb Dawson V. La formació del cràter mostra poca erosió. L'interior és irregular amb alguns petits terraplenats en parts de la paret interna.

## Cràters satèl·lit
Per convenció aquests elements són identificats en els mapes lunars posant la lletra en el costat del punt central del cràter que està més prop de Dawson.
|        | \| Dawson \| Coordenades \| Diàmetre \| \| ------ \| -------------------------------------- \| -------- \| \| D \| 66° 36′ S, 131° 42′ O / 66.6°S,131.7°O \| 39 km \| \| V \| 66° 36′ S, 137° 00′ O / 66.6°S,137.0°O \| 58 km \| |          |
| Dawson | Coordenades | Diàmetre |
| D      | 66° 36′ S, 131° 42′ O / 66.6°S,131.7°O | 39 km    |
| V      | 66° 36′ S, 137° 00′ O / 66.6°S,137.0°O | 58 km    |